# Umbraculum

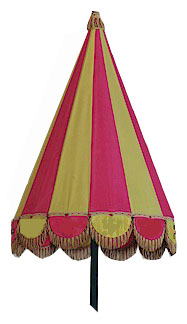
Umbraculum en una basílica

L'umbraculum (del llatí: umbra 'ombra'), conopeu (del llatí: conopeum), ombrellino (mot italià, 'para-sol'), gonfanó o pavelló papal és una peça històrica de la indumentària i insígnies papals, usada en principi per proveir d'ombra al Pontífex Romà. També és conegut com el Pavelló i actualment és un símbol de l'Església Catòlica i l'autoritat papal sobre aquesta. El seu ús actual s'ha estès com a objecte litúrgic a totes les esglésies catòliques d'arreu del món que tenen la consideració de basílica.

## Ús actual
És una mena de para-sol a manera de baldaquí, amb amples ratlles alternades de color  daurat i vermell, els colors tradicionals del Pontífex, de fet el blanc no va començar a ser utilitzat per la Santa Seu fins al final de les Guerres Napoleòniques. Actualment es pot trobar a totes les esglésies que ostenten la dignitat de  basilical, col·locat de forma visible al costat de l'altar major, i forma part del conjunt d'objectes usats en el culte. Quan el papa visita la basílica, el conopeu és obert. Normalment apareix al costat d'una campaneta, el tintinacle, que anuncia l'arribada del Papa.

## Història

Umbraculum obert

El controvertit papa Borja Alexandre VI va ser el primer que convertí el senzill pavelló papal en un símbol del poder temporal del papat, ja que la reialesa d'aquell temps anava sota pal·li, així un home de cambra del papa portaria el conopeu. El conopeu és part de l'escut d'armes de la Santa Seu en el període de sede vacante, és a dir entre dos pontificats. El conopeu va ser utilitzat per primera vegada com a emblema de l'interregne en les monedes encunyades el 1521, entre els pontificats de Lleó X i Adrià VI
Així mateix l'escut d'armes del Cardenal Camarlenc està envoltat amb les claus de  Sant Pere creuades sobre el conopeu papal.